# Rezerwat przyrody Muńcoł
Rezerwat przyrody Muńcoł – rezerwat florystyczny, o powierzchni 45,20 ha, utworzony w 1998 roku. Położony w Soblówce, gmina Ujsoły, obejmuje wschodnie stoki masywu Muńcuła i Kotarza (925–1120 m n.p.m.). Leży w granicach Żywieckiego Parku Krajobrazowego. Obszar rezerwatu podlega ochronie czynnej.
Celem utworzenia rezerwatu Muńcoł w Beskidzie Żywieckim była ochrona licznego stanowiska śnieżyczki przebiśnieg (Galanthus nivalis), występującej w płacie żyznej buczyny karpackiej, w podzespole z kokoryczą pustą (Dentario glandulosae-Fagetum corydaletosum), który należy do zbiorowisk rzadkich w skali kraju.
Runo, o pokryciu 60-90%, w zależności od pory roku charakteryzuje się zróżnicowaną kolorystką. Wczesną wiosną co ma miejsce w szczytowych partiach Muńcoła na przełomie kwietnia i maja, jest ono białe od kwitnącej masowo śnieżyczki przebiśnieg, która zdecydowanie dominuje w tej warstwie. Później końcem maja runo staje się różowe od kokoryczy pustej (Corydalis cava) i żywca cebulkowego (Dentaria bulbifera). W pełni lata, kiedy do dna lasu dociera niewielka ilość światła, runo staje się soczystozielone od dominującej gwiazdnicy gajowej (Stellaria nemorum), przytulii wonnej (Galium odoratum) i niecierpka pospolitego (Impatiens noli-tangere). Latem można obserwować gdzieniegdzie okazy lilii złotogłów (Lilium martagon), której największe skupienia liczą do 30 okazów.
Stanowisko śnieżyczki przebiśnieg na Muńcole, liczące kilka tysięcy osobników, jest największym na terenie powiatu żywieckiego. Poza przebiśniegiem w rezerwacie można spotkać inne gatunki podlegające ochronie prawnej. Są nimi: wawrzynek wilczełyko (Daphne mezereum), lilia złotogłów (Lilium martagon), ciemiężyca zielona (Veratrum lobelianum), paprotnik kolczysty (Polystichum aculeatum), podrzeń żebrowiec (Blechnum spicant), kruszczyk szerokolistny (Epipactis helleborine), przytulia wonna (Galium odoratum) i kopytnik pospolity (Asarum europaeum).
Ze względu na łatwy dostęp, oznakowanie za pomocą tablic informacyjnych, usytuowanie w pobliżu szlaku turystycznego, wzdłuż którego wyznaczono ścieżkę dydaktyczną, rezerwat stanowi znaczną atrakcję turystyczną.